# Done by the Forces of Nature
Albums de Jungle Brothers
Straight out the Jungle
(1988) J Beez wit the Remedy
(1993)
Singles
1. What U Waitin 4?
Sortie : 1990

Done by the Forces of Nature est le deuxième album studio des Jungle Brothers, sorti le 8 novembre 1989.
L'album s'est classé 46e au Top R&B/Hip-Hop Albums.
Il fait partie des 1001 albums qu'il faut avoir écoutés dans sa vie. En 1998, le magazine The Source l'a classé parmi les « 100 meilleurs albums de rap. »

## Liste des titres
| No  | Titre                                                                                       | Contient un (des) sample(s) de | Durée |
| --- | ------------------------------------------------------------------------------------------- | --- | ----- |
| 1.  | Beyond This World                                                                           | Is It In de Jimmy « Bo » Horne I Want to Thank You d'Alicia Myers Adventures of Super Rhyme (Rap) de Jimmy Spicer Looking for the Perfect Beat d'Afrika Bambaataa and Soulsonic Force Go Stetsa I de Stetsasonic White Lines (Don't Don't Do It) de Grandmaster Melle Mel Breakdown de T La Rock | 4:08  |
| 2.  | Feelin' Alright                                                                             | Rigor Mortis de Cameo You Can Do It de One Way | 3:35  |
| 3.  | Sunshine                                                                                    | Life Is Just a Moment - Part 2 du Roy Ayers Ubiquity Fantasy de Johnny Hammond Sunshine d'Alexander O'Neal Flash Light de Parliament | 3:44  |
| 4.  | What U Waitin' 4?                                                                           | Do It Any Way You Wanna de People's Choice Energy d'Earth, Wind & Fire Let's Start the Dance d'Hamilton Bohannon Masterpiece des Temptations Give Up the Funk (Tear the Roof Off the Sucker) de Parliament Don't Make Me Wait des Peech Boys Love Thang de First Choice                          | 4:02  |
| 5.  | U Make Me Sweat                                                                             | Dance Floor de Zapp I'm Caught Up (In a One Night Love Affair) d'Inner Life Last Night a D.J. Saved My Life d'Indeep La Di Da Di de Doug E. Fresh et Slick Rick | 3:59  |
| 6.  | Acknowledge Your Own History (featuring Vinia Mojica)                                       | Let the Drums Speak du Fatback Band | 3:38  |
| 7.  | Belly Dancin' Dina                                                                          | Funky Worm des Ohio Players On the Case d'Alphonso Johnson You Scared the Lovin' Outta Me de Funkadelic Jail House Rap des Fat Boys You're Getting a Little Too Smart des Detroit Emeralds A-Tisket, A-Tasket (Traditionnel)                                                                     | 3:41  |
| 8.  | Good Newz Comin'                                                                            | Street Lady de Donald Byrd Ayiko Bia d'Osibisa I Love Music des O'Jays Moment of Truth d'Earth, Wind & Fire Hooked on a Feeling de Blue Swede Black Grass de Bad Bascomb | 4:37  |
| 9.  | Done by the Forces of Nature (featuring Jungle DJ Towha Towha)                              | Meet the Rhythm de Takagi Kan Power to Love de Jimi Hendrix Drumbeat de Jim Ingram | 3:47  |
| 10. | Beeds on a String                                                                           | Behind the Wall of Sleep de Black Sabbath (I Know) I'm Losing You de The Undisputed Truth Earthquake Shake de The Undisputed Truth School Boy Crush de l'Average White Band | 3:32  |
| 11. | Tribe Vibes                                                                                 | You Should Be Dancing des Bee Gees The Blackbyrds' Theme des Blackbyrds Big Footin' de Parliament Buffalo Gals de Malcolm McLaren | 3:53  |
| 12. | J. Beez Comin' Through                                                                      | Sing a Simple Song de Sly & the Family Stone Fly Like an Eagle du Steve Miller Band The Return of Leroy Pt. 1 du Jimmy Castor Bunch Introduction to the J.B.'s de Fred Wesley and The J.B.'s Same Beat de Fred Wesley and The J.B.'s                                                             | 3:32  |
| 13. | Black Woman (featuring Caron Wheeler)                                                       | The Assembly Line des Commodores Special Lady de Ray, Goodman & Brown Black Woman des Last Poets | 3:54  |
| 14. | In Dayz 2 Come                                                                              | Mama Used to Say de Junior Soul de S.O.U.L. | 3:54  |
| 15. | Doin' Our Own Dang (Interprété par De La Soul featuring Queen Latifah, Q-Tip et Monie Love) | Jamming de Bob Marley and The Wailers I Like What You Do des Commodores Indian Girl (An Adult Story) de Slick Rick | 4:16  |
| 16. | Kool Accordin' 2 a Jungle Brother                                                           | Shoppin' for Clothes des Coasters | 1:55  |

## Musiciens
- DJ Red Alert : mixage
- A Tribe Called Quest, De La Soul, KRS-One, Monie Love,DJ Towa Towa, Caron Wheeler : voix
- Dr. Shane Faber : claviers